# The Brand New Heavies
The Brand New Heavies er et acid jazz band fra Ealing, der ligger vest fra London. Bandet blev dannet i 1985 af de tre musikere Simon Bartholomew, Andrew Levy og Jan Kincaid, som i starten var en trio. Senere kom forsangeren N'Dea Daveport.

## Diskografi
- Brand New Heavies (1990)
- Heavy Rhyme Experience Vol.1 (1992)
- Original Flava (1993)
- Brother sister (1994)
- Shelter (1997)
- Allabouthefunk (2004)
- Get Used To It (2006)